# 10850 Denso
10850 Denso (1995 BU4) là một tiểu hành tinh vành đai chính được phát hiện ngày 26 tháng 1 năm 1995 bởi A. Nakamura ở Kuma Kogen. The asteroidđược đặt tên theo tên của the company that Nakamura worked ở for several năm.